# Sabine Wils
Pour les articles homonymes, voir Wils.
Sabine Wils, née le 31 mai 1959 et morte le 18 juin 2023, est femme politique allemande et députée européenne de 2009 à 2014. Membre du parti Die Linke, elle a siégé au sein du groupe Gauche unitaire européenne/Gauche verte nordique, et a été membre de la commission de l'environnement, de la santé publique et de la sécurité alimentaire.